# Естре (Па де Кале)
Естре (фр. Estrée) насеље је и општина у североисточној Француској у региону Север-Па д Кале, у департману Па де Кале која припада префектури Montreuil.
По подацима из 2011. године у општини је живело 300 становника, а густина насељености је износила 67,11 становника/km². Општина се простире на површини од 4,47 km². Налази се на средњој надморској висини од 13 метара (максималној 116 m, а минималној 6 m).

## Демографија
| 1962. | 1968. | 1975. | 1982. | 1990. | 1999. | 2011. |
| ----- | ----- | ----- | ----- | ----- | ----- | ----- |
| 152   | 155   | 137   | 237   | 274   | 276   | 300   |

График промене броја становника у току последњих година